# Кастелламмаре-ді-Стабія
Кастелламмаре-ді-Стабія (італ. Castellammare di Stabia) — місто та муніципалітет в Італії, у регіоні Кампанія,  метрополійне місто Неаполь.
Кастелламмаре-ді-Стабія розташоване на відстані близько 220 км на південний схід від Рима, 25 км на південний схід від Неаполя.
19 січня відбувається щорічний фестиваль. Покровитель міста — San Catello.

## Історія

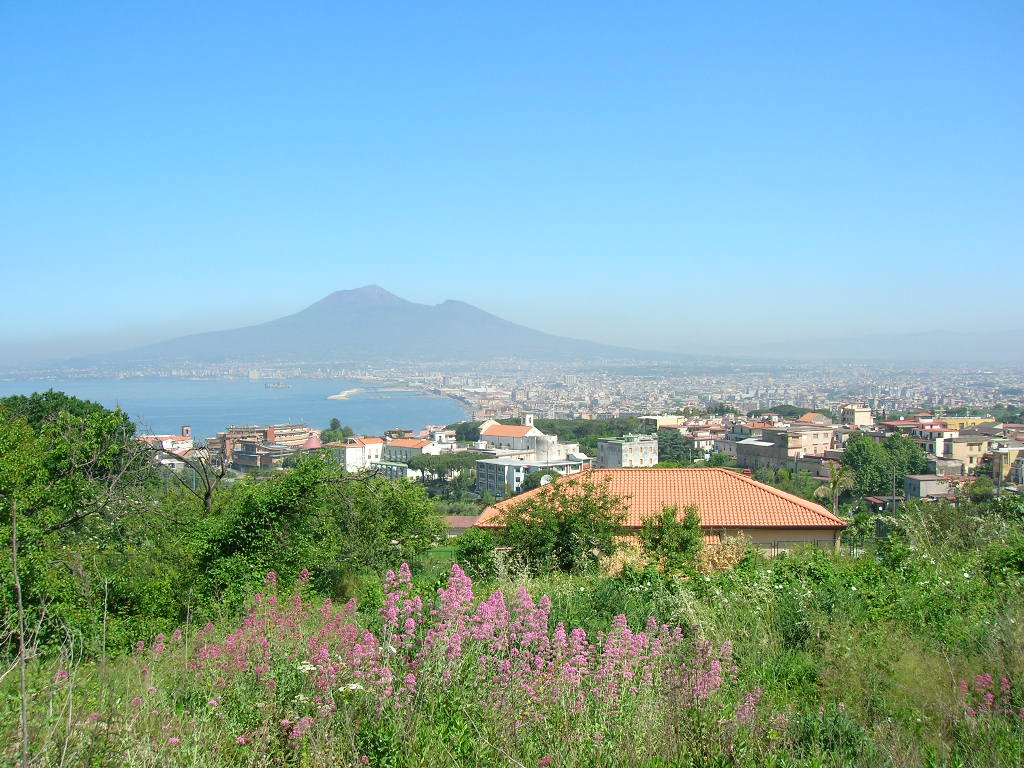

Кастелламмаре-ді-Стабія розташоване поруч з давньоримським містом Стабії, яке було зруйновано виверженням Везувіо в 79 році н. е. Замок, з якого місто отримав свою назву, був зведений близько IX століття на пагорбі, що прикривав південну частину Неаполітанської затоки. Він був відновлений у XIII столітті, під час правління Фрідріха II Гогенштауфена та збільшений королем Карлом I Анжуйським.
Комуна, раніше називалася Кастелламаре, прийняла назву Кастелламмаре 22 січня 1863 року, а сучасну назву з 31 травня 1912 року.

## Демографія
Населення — 66 681 особа (2014).
Станом на 1 січня 2023 року в муніципалітеті офіційно проживало 1175 іноземців з 55 країн, серед них 421 громадянин країн Євросоюзу та 350 громадян України.
Населення за роками:

## Клімат
| CASTELLAMMARE DI STABIA | Місяці | Місяці | Місяці | Місяці | Місяці | Місяці | Місяці | Місяці | Місяці | Місяці | Місяці | Місяці | Пора | Пора | Пора | Пора | Рік  |
| CASTELLAMMARE DI STABIA | Січ    | Лют    | Бер    | Кві    | Тра    | Чер    | Лип    | Сер    | Вер    | Жов    | Лис    | Гру    | Зим  | Вес  | Літ  | Осі  | Рік  |
| ----------------------- | ------ | ------ | ------ | ------ | ------ | ------ | ------ | ------ | ------ | ------ | ------ | ------ | ---- | ---- | ---- | ---- | ---- |
| Темп. макс. (°C)        | 12.5   | 13.9   | 16.6   | 21.0   | 24.9   | 29.7   | 32.2   | 31.8   | 28.9   | 23.3   | 18.0   | 14.5   | 13.6 | 20.8 | 31.2 | 23.4 | 22.3 |
| Темп. мін. (°C)         | 6.2    | 6.3    | 8.3    | 11.3   | 14.5   | 18.3   | 20.3   | 20.5   | 17.9   | 14.6   | 10.9   | 8.5    | 7    | 11.4 | 19.7 | 14.5 | 13.1 |

## Уродженці
- Себастьяно Еспозіто (*2002) — італійський футболіст, нападник.

- Антоніо Доннарумма (*1990) — відомий італійський футболіст, воротар.
- Фабіо Квальярелла (*1983) — відомий італійський футболіст, нападник.
- Салваторе Амітрано (1975) — італійський веслувальник, олімпійський медаліст.
- Рафаеле Вівіані (1888—1950) — італійський драматург, письменник, актор, режисер, композитор.

## Сусідні муніципалітети
- Граньяно
- Леттере
- Пімонте
- Помпеї
- Санта-Марія-ла-Карита
- Торре-Аннунціата
- Віко-Екуенсе